# KARAK (バンド)
KARAK（カラク）は、日本・福島県出身のポピュラー音楽ユニット。

## メンバー
- 小峰公子（こみね こうこ） - 作詞、ヴォーカル、アコーディオン etc.
- 保刈久明（ほがり ひさあき） - 作曲、編曲、ギター、プログラミング etc.

## 略歴
メンバー二人が高校時代に音楽活動を通して出会い、後の上京後にKARAKを結成。
1987年、サンチェーン・ミュージック・バトルロイヤルで審査員のサエキけんぞうや井上鑑に高評価を受け、準グランプリを受賞した。
当時加藤登紀子の事務所だった揆楽舎に所属し、東京でのライブ活動を中心に、保刈はギタリストとして、溝口肇、井上鑑などのレコーディングやPSY・Sのライブツアーバンドへの参加、また新居昭乃の作品での編曲やプロデュース、小峰はZABADAKへの歌詞の提供、レコーディングおよびライブへのバッキング・ボーカルでの参加などで、それぞれプロの音楽家として活動する。
1991年6月21日、キングレコードより1stアルバム『Silent days』でデビュー。同社にてアルバム2枚、シングル1枚、同社および揆楽舎との契約終了後は、インディーズのBIOSPHERE RECORDSよりアルバム1枚を発売。
愛好する音楽家としてケイト・ブッシュ、ピーター・ガブリエル、コクトー・ツインズやプログレッシブ・ロック全般を挙げ、アンドレイ・タルコフスキーの映画やニーノ・ロータ、フランシス・レイの映画音楽などにも影響を受けた映像的イメージや原初的ノスタルジアを感じさせる音作りをしていた。
1998年4月22日にアルバム『七月の雪』発売を最後に、多忙などを理由に自然消滅的に活動を休止。
活動休止後、KARAKの楽曲そのものは小峰のソロアルバムや参加するライブで唄われることがある。

## ディスコグラフィー
特に明記の無い楽曲は、すべて作詞：小峰公子、作曲：保刈久明。

### アルバム(KARAK名義)
- Silent days (1991年6月21日 キングレコード) 	
  1. 羽化
  2. Wings of an angel
  3. 明日ヲ見ル丘
  4. 水の底の映画
  5. くじらの夢
  6. 雨の日のPiano
  7. 傷つけぬよう 離れぬように
  8. Throw to me
  9. Cadenzaの森
  10. 老人と船
- flow (1992年3月25日 キングレコード) 
  1. Visions of Highland
  2. 夢のひき潮でおやすみ
  3. 心が揺れる意味
  4. ゆめのスウプ
  5. 海の声
  6. 海辺のまちで
  7. Keep a Light Burning (作詞：クリス・モズデル&KARAK)
  8. 駆ける
  9. 僕の箱庭
  10. 夜を包んで
- 七月の雪 (1998年4月22日 BIOSPHERE RECORDS) 
  1. 花咲く頃に会いましょう (作曲：保刈久明&小峰公子）
  2. 私が見てる
  3. On this planet
  4. 冬の陽だまり
  5. 盗まれた飛行船
  6. Tira lu-La
  7. 迷路を抜けて
  8. 振り子の部屋
  9. 七月の雪

### シングル
- エニシダ (1993年07月21日 キングレコード)　8cmCD
  1. エニシダ
  2. ガロールの電車 (インストゥルメンタル）
  3. 九月の潮風

### その他
- 「こわれた三日月」 (アルバム『Songs』に収録/1995年6月5日 BIOSPHERE RECORDS)
  - ZABADAKの吉良知彦プロデュースによる、コンピレーション・アルバム。
- 「on this planet」(アルバム『biosphere Label Sampler Plus』に収録/1998年9月23日 BIOSPHERE RECORDS) 
  - バイオスフィア・レコードのミュージシャンの作品を集めたアルバム。『七月の雪』より再録。
- 「いつかまた生まれた時のために」 （サウンドトラック『機動戦士Vガンダム SCORE 2』に収録/1993年11月17日 キングレコード・1999年3月5日再発)
  - 1993年 - 1994年放送のアニメ『機動戦士Vガンダム』挿入歌。作詞のクレジットは井荻麟と小峰の共同。2020年2月2日にSUNRISE Music Labelよりデジタルシングルとしてリリースされている。

### 関連作品(CD)
- palette (2000年12月20日 BIOSPHERE RECORDS)
  - 斎藤ネコ・カルテット with 小峰公子
    - ストリングス・カルテットによるリアレンジに、小峰が新たにヴォーカルを収録したアルバム。

  1. エニシダ
  2. 水の底の映画
  3. 海の声
  4. On this planet
  5. 光の庭で
  6. 明日ヲ見ル丘
  7. Cadenzaの森
  8. ねむれないよるのうた (ZABADAK）

### 関連作品(DVD)
- KOMINE KOKO LIVE IN NAKANO(2008年11月26日 GARGOYLE RECORDS) 
  - 小峰公子
    - 2008年3月15日、東京都・新中野 LIVE CAFE 弁天 -BENTEN-でのライブの映像化作品。

  1. Wings of an angel
  2. 七月の雪
  3. 約束の歌 (ZABADAK）
  4. 雨の日のPiano
  5. Keep a Light Burning
  6. Cadenzaの森
  7. はじめてうたったうた (ZABADAK）
  8. Throw to me
  9. 傷つけぬよう 離れぬように
  10. Easy going (ZABADAK）